# Jules Vuillemin
Jules Vuillemin (Pierrefontaine-les-Varans, 15 febbraio 1920 – Les Fourgs, 16 gennaio 2001) è stato un filosofo ed epistemologo francese.

## Biografia
Jules Vuillemin nacque il 15 febbraio 1920 a Pierrefontaine-les-Varans nel Doubs . Suo padre fu un impiegato della prefettura di Metz e poi della subprefettura di Château-Salins, comune in cui Jules trascorse la sua infanzia. Frequentò il collegio di Pontarlier, poi il collegio dei Gesuiti a Metz, entrò nel Lycée Louis-le-Grand a Parigi nel 1937.
Fu allievo dell'École normale supérieure dal 1939 al 1943, dove studiò filosofia. François Cuzin, che Vuillemin descrive come il suo "mentore" all'École normale supérieure, gli fece conoscere l'opera di Kant. Alla Sorbona seguì i corsi di Gaston Bachelard, Émile Bréhier, Henri Gouhier e Jean Cavaillès, divenne amico di Jacques Chazelle e Jean Plaud.
Dopo l'"agrégation" nel 1943 insegnò al liceo Victor Hugo di Besançon per l'anno 1943 - 1944. Si unì al gruppo di resistenza nel suo villaggio.
Divenne professore all'Università di Clermont-Ferrand, la città dove risiede dal 1950 al 1962. Qui studiò le opere di Martial Gueroult, di cui divenne uno dei principali discepoli, con Victor Goldschmidt, Ginette Dreyfus e Louis Guillermit. Approfondì la sua conoscenza della matematica contemporanea, in particolare grazie al contatto con i matematici Pierre Samuel - a cui ha dedicato la filosofia di Algebra, pubblicata nel 1962 - e Marcel Guillaume. In quel tempo scoprì la filosofia analitica anglosassone.
Nel 1960, Vuillemin, divenuto direttore del dipartimento di filosofia dell'Università di Clermont-Ferrand, offrì a Michel Foucault un posto di insegnante in psicologia. I due fecero amicizia e discussero regolarmente la filosofia, nello stesso periodo in cui Foucault elaborò quello che sarebbe diventato Les Mots et les Choses.
Martial Gueroult ottenne l'elezione di Vuillemin al Collège de France nel 1962 . Jules Vuillemin succede quindi a Maurice Merleau-Ponty e diventa professore ordinario della cattedra di "Filosofia della conoscenza" del Collegio di Francia, dove insegna dal 1962 al 1990. Durante il suo corso su Bertrand Russell negli anni '60, arriva ad avere solamente due uditori.
Dopo il divorzio dalla sua prima moglie (dalla quale ebbe due figli: Françoise Létoublon e Jean Vuillemin), nel 1967 ha sposato la filologa Gudrun Diem (1931-2018), figlia di Carl e Liselott Diem. Vissero due anni a Parigi, con una casa per le vacanze a Les Fourgs, prima di stabilirsi definitivamente in quest'ultima nel 1969.
Nel 1968, insieme con l'amico e collega Gilles Gaston Granger, fonda la rivista "L'Âge de la science".
Vuillemin sostenne la candidatura di Michel Foucault al Collegio di Francia .  Il 30 novembre 1969 propose inoltre all'assemblea dei professori del College de France la creazione di una cattedra in "Storia dei sistemi di pensiero"; il 12 aprile 1970 raccomandò a Michel Foucault di occupare questa cattedra. Vuillemin terrà anche il discorso di omaggio a Foucault presso il Collège de France nel 1984.
Jules Vuillemin morì il 16 gennaio 2001 . Fu sepolto il 18 gennaio 2001 a Les Fourgs.

### Vuillemin e la filosofia analitica
Vuillemin fu uno dei primi filosofi francesi a interessarsi alla filosofia analitica e ad adottarne gli aspetti stilistici e metodici, in particolare la formalizzazione logica. Diffuse in Francia il pensiero di Bertrand Russell così come le opere di Rudolf Carnap e Willard Van Orman Quine . Il suo lavoro ha influenzato in particolare Jacques Bouveresse, che gli successe al Collège de France creando la cattedra in "Filosofia del linguaggio e della conoscenza".
Nonostante l'interesse verso la filosofia analitica, Vuillemin non tagliò mai i legami con la sua tradizione filosofica; la prefazione di What Are Philosophical Systems si presenta come un rifiuto completo dei principali presupposti che Vuillemin attribuisce alla filosofia analitica del suo tempo, tra i quali possiamo riconoscere la filosofia del linguaggio ispirata da Wittgenstein: Vuillemin afferma che la percezione precede la lingua, che una concezione del mondo (Weltanschauung) non fa una filosofia; nella stessa prefazione, Vuillemin rifiuta inoltre la continuità tra il senso comune e la filosofia e sostiene l'esistenza di diversi tipi di verità invece di una sola.
Vuillemin si occupò anche di teoria della conoscenza applicata alla matematica ( fondamenti di matematica, algebra, analisi, geometria ) e alla fisica ( astronomia, teoria della relatività, meccanica quantistica, teoria del caos).
È interessante notare come l'approccio multidisciplinare, tipico di Vuillemin, non si limitò all'analisi delle scienze esatte, ma coprì tutti i rami della filosofia e delle discipline umanistiche.

## Opera filosofica
Jules Vuillemin ha sempre rivendicato il debito verso Martial Gueroult, filosofo e storico della filosofia che ha insistito sulla coerenza e sulla necessità della costruzione di sistemi filosofici. Un sistema, per Vuillemin come per Gueroult, non è il risultato di pensieri contingenti che si susseguono in un ordine arbitrario, ma è un insieme di pensieri rigorosamente articolati che si susseguono in un ordine razionale.

### La Philosophie de l'Algèbre(La Filosofia dell'Algebra)
Pubblicato nel 1962, La Philosophie de l'Algèbre. Tome I: Recherches sur quelques concepts et méthodes de l'Algèbre moderne è un lavoro altamente tecnico, sia dal punto di vista matematico che filosofico.
Una seconda parte avrebbe dovuto completare quest'opera, ma non fu mai pubblicata; nel 1993, Vuillemin spiegherà il perché di questa scelta nella seconda edizione de "La Philosophie de l'Algèbre".
L'opera fu dedicato a Pierre Samuel, matematico, membro del gruppo Bourbaki, che aiutò Vuillemin nella stesura del libro; al fisico Raymond Siestrunck; e al linguista Georges Vallet, collega dell'autore all'Università di Clermont-Ferrand . I primi due erano già stati ringraziati nell'opera "Mathématiques et métaphysiques chez Descartes".

## Alcuni studenti di Jules Vuillemin
- Jacques Bouveresse.
- Pascal Engel.
- Anne Fagot-Largeault.